# Kick Sauber C44
A Kick Sauber C44 egy Formula–1-es versenyautó, amelyet a Stake F1 Team Kick Sauber csapat tervezett és versenyeztetett a 2024-es Formula–1 világbajnokság során. Pilótái Csou Kuan-jü és Valtteri Bottas voltak.
Ez volt a csapat első autója a kettő közül, melyek az átmeneti időszakban készültek, ugyanis 2026-tól az Audi érkezésével felvásárolta azt.

## A szezon
Maga a csapat különös névvel nevezett a bajnokságra. Miután az Alfa Romeo megszűnt a csapat támogatója lenni, kézenfekvőnek tűnt, hogy legyenek újra Sauber, azonban nem ez történt. A korábbi főszponzor Stake.com a nevére vette a csapatot, azonban mivel vannak országok, ahol a szerencsejáték reklámozása tilos, ezért nem minden versenyre nevezhettek így, hanem a másik főszponzor, a Kick streamingoldal is bekerült a csapat nevébe - a Sauber mellé. Tehát vagy Stake F1 Team Kick Sauber, vagy csak Kick Sauber néven versenyeztek.
Az autó festése jellegzetes neonzöld-fekete volt, amellyel kitűnt a többi csapat autói közül. Maga a kasztni az előző évi autó továbbfejlesztése volt. Az első felfüggesztést, hasonlóan a Red Bull és a McLaren megoldásához, vonórudasra cserélték, továbbá ívesen hátrahajló oldaldobozokat és kopoltyúszerű hűtőrácsot kapott az autó.
Az eredmények rosszak voltak, a csapat a pontszerzési lehetőség közelébe se igazán jutott. Nem segített a helyzeten az sem, hogy az év elején egy új eszközt vetettek be a kerékcserékhez, ami fordítva sült el és gyakran súlyos másodperceket vesztettek miatta. Pontot csak az utolsó előtti, katari nagydíjon szereztek, Csou révén. Bottas egészen eddig a futamig a bajnokság utolsó helyén tanyázott, ugyanis minden egyes versenyzőnek, beleértve a már távozókat illetve a beugrókat is, jobb eredményei voltak, mint neki.

## Eredmények
| Év   | Csapat                     | Motor          | Gumik | Pilóták         | Futamok | Futamok | Futamok | Futamok | Futamok | Futamok | Futamok | Futamok | Futamok | Futamok | Futamok | Futamok | Futamok | Futamok | Futamok | Futamok | Futamok | Futamok | Futamok | Futamok | Futamok | Futamok | Futamok | Futamok | Pontok | Helyezés |
| Év   | Csapat                     | Motor          | Gumik | Pilóták         | BHR     | SAU     | AUS     | JPN     | CHN     | MIA     | EMI     | MON     | CAN     | ESP     | AUT     | GBR     | HUN     | BEL     | NED     | ITA     | AZE     | SIN     | USA     | MXC     | SAP     | LVG     | QAT     | ABU     | Pontok | Helyezés |
| ---- | -------------------------- | -------------- | ----- | --------------- | ------- | ------- | ------- | ------- | ------- | ------- | ------- | ------- | ------- | ------- | ------- | ------- | ------- | ------- | ------- | ------- | ------- | ------- | ------- | ------- | ------- | ------- | ------- | ------- | ------ | -------- |
| 2024 | Stake F1 Team Kick Sauber* | Ferrari 066/12 | P     | Valtteri Bottas | 19      | 17      | 14      | 14      | KI      | 16      | 18      | 13      | 13      | 16      | 16      | 15      | 16      | 15      | 19      | 16      | 16      | 16      | 17      | 14      | 13      | 18      | 11      | KI      | 4      | 10.      |
| 2024 | Stake F1 Team Kick Sauber* | Ferrari 066/12 | P     | Csou Kuan-jü    | 11      | 18      | 15      | KI      | 14      | 14      | 15      | 16      | 15      | 13      | 17      | 18      | 19      | KI      | 20      | 18      | 14      | 15      | 19      | 15      | 15      | 13      | 8       | 13      | 4      | 10.      |

- † – Nem fejezte be a futamot, de rangsorolva lett, mert teljesítette a versenytáv 90%-át.
- * – Egyes futamokon csak mint Kick Sauber nevezett a csapat, a szerencsejáték-hirdetések tiltása miatt

## Fordítás
Ez a szócikk részben vagy egészben  a   Kick Sauber C44 című angol Wikipédia-szócikk ezen változatának fordításán alapul.  Az eredeti cikk szerkesztőit annak laptörténete sorolja fel. Ez a jelzés csupán a megfogalmazás eredetét és a szerzői jogokat jelzi, nem szolgál a cikkben szereplő információk forrásmegjelöléseként.